# Wierchniaja Saniba
Wierchniaja Saniba (ros. Верхняя Саниба) – wieś w Rosji, w Osetii Północnej, w rejonie prigorodnym. W 2010 liczyła 1806 mieszkańców.